# Журинская, Марина Андреевна
Мари́на Андре́евна Жури́нская (26 июня 1941, Москва — 4 октября 2013, там же) — советский и российский журналист, публицист и лингвист. Главный редактор православного журнала «Альфа и Омега». Кандидат филологических наук.

## Биография
Дочь Андрея Михайловича Чумикова, работника Министерства финансов СССР. Окончила филологический факультет МГУ, защитив диплом по хеттологии. Стажёром попала по распределению в Институт языкознания АН СССР, где её областью занятий стала лингвистическая типология. Проработала в институте почти 20 лет. Автор более сотни научных трудов. В середине 1970-х годов Марину Журинскую назначили координатором проекта ИЯ АН СССР «Языки мира»; она вела проект до 1986 года.
В 1975 году приняла православное крещение с именем Анна. С 1994 года издатель и редактор журнала «Альфа и Омега». Член редколлегии сборника «Богословские труды». Много публиковалась в журнале «Фома».
Книга Марины Журинской «Мишка и некоторые другие коты и кошки: строго документальное повествование», посвящённая жившему долгое время у неё в семье коту Мишке, была издана в Нижнем Новгороде и выдержала два переиздания (2006, 2007, 2009).
Скончалась 4 октября 2013 года в Москве. Похоронена на Химкинском кладбище Москвы рядом со своими родителями.

## Семья
Первый муж — Альфред Наумович Журинский, второй — Яков Георгиевич Тестелец.

## Оценки
Марина Андреевна — выдающийся ученый-филолог, талантливый переводчик и публицист — почти 20 лет посвятила трудам на ниве духовного просвещения российского общества. Православный богословский журнал «Альфа и Омега», основателем, издателем и бессменным руководителем которого была усопшая, стал одним из наиболее востребованных изданий среди отечественной христианской периодики.
— Патриарх Кирилл

Она добивалась максимального качества во всём. И научный, и публицистический уровень журнала «Альфа и Омега» был очень высоким. А какой был подбор авторов! Самые выдающиеся современные богословы. Там публиковались переводные работы православных богословов, которые писали на других языках. Марина Андреевна их переводила. И самое главное — она обладала стратегическим мышлением, видела на десятилетия вперед. Она так и говорила: «Я работаю сейчас для тех мальчиков, которые ходят в иподиаконах». Она задавала планку и формировала вкус — и богословский, и публицистический, и миссионерский — у тех молодых людей, которые открыли для себя этот журнал.
— архимандрит Савва (Мажуко)

## Публикации
статьи
- Сочетание «наречие + глагол» в хеттском языке (материал и проблемы) // Синхронно-сопоставительный анализ языков разных систем. М., 1971.
- Лингвистическая типология // Общее языкознание. Внутренняя структура языка. — М.: Наука, 1972.
- К исследованию притяжательных отношений // Аспекты лингвистического анализа (на материале языков разных систем). М.: Наука, 1974. — С. 246—254.
- Именные посессивные конструкция и проблема неотторжимой принадлежности // Категории бытия и обладания в языке. — М.: Наука, 1977. — С. 194—258.
- Именные посессивные конструкции в меланезийских языках // О языках, фольклоре и литературе Океании. — М., 1978. — С. 16—38
- О выражении значения неотторжимости в русском языке // Семантическое и формальное варьирование. М., 1979. — С. 295—347
- Об именах релятивной семантики в системе языка // Изв. АН СССР, сер. лит. и яз. 1979. — Т. 38. — № 3.
- Посессивность // Лингвистический энциклопедический словарь. — М.: Советская энциклопедия, 1990. — С. 388—389
- Типологическая классификация языков // Лингвистический энциклопедический словарь. — М.: Советская энциклопедия, 1990. — C. 511—512.
- Реки воды живой // И было утро… Воспоминания об отце Александре Мене. — М.: Вита-центр АО, 1992. — С. 148—156. — 352 с. — ISBN 5-86606-004-3.
- Россия, которую мы вернули. О приходской общине больничного храма св. царевича Димитрия, сестричестве и журн. «Братья и сестры» // Альфа и Омега. М., 1996. — № 2/03(09/10). — С. 246—256.
- Земля святая. О подмосковном «полигоне» в поселке Бутово, месте массовых расстрелов в 1937 г. // Альфа и Омега. М., 1997. — № 2(13). — С. 178—189.
- Православное братство во имя святого благоверного князя Александра Невского (Н. Новгород) // Альфа и Омега. М., 1997. — № 2(13). — С. 377—381.
- Истоки и современность апологетики // Альфа и Омега. М., 1998. — № 1(15). — С. 262—280 (в соавторстве с Т. А. Миллером).
- Самые меньшие братья. Человек и растительный мир: христианский взгляд на проблему // Альфа и Омега. М., 1999. — № 3 (21). — С. 247—257.
- Плевелы, тернии, волчцы. Семантика употребления слов в Священном Писании // Альфа и Омега. М., 1999. — № 4 (22). — С. 246—255.
- Жизнь святителя: Повествование о митрополите Макарии [Рец. на кн.: Бобринский Н. Н. Летопись жития Макария, митрополита Всероссийского: Ист. повествование // Роман-газета, XXI век. 2000. — № 1. — С. 8—69] // Альфа и Омега. М., 2000. — № 4(26). — С. 339—341.
- «Сон разума порождает чудовищ» // Альфа и Омега. 2001. — № 2 (28). — С. 274—309; № 3 (29) — С. 275—297
- Перед Нагорной проповедью // Альфа и Омега. 2001. — № 4 (30). — С. 252—260
- Ступени // Альфа и Омега. 2002. — № 2 (32). — С. 287—301
- Мир как содружество // Альфа и Омега. 2003. — № 2 (36). — С. 315—326
- Протоиерей Глеб Каледа как церковный писатель // Альфа и Омега. 2003. — № 4 (38) — С. 221—233
- Митрополит Сурожский Антоний // Журнал Московской Патриархии. М., 2003. — № 9. — С. 40—45.
- Полторы встречи // Антоний Сурожский. Наблюдайте, как вы слушаете…; сост. Е. Л. Майданович. — М. : Фонд содействия образованию XXI века, 2004. — С. 532—539
- Вера и наука: так ли они различны? // Альфа и Омега. 2006. — № 3 (47). — С. 222—236; Альфа и Омега. 2007. — № 1 (48). — С. 229—243
- Так кто же сомневается? // Альфа и Омега. 2007. — № 3 (50) — С. 249—260
- Зубы дракона // Альфа и Омега. 2008. — № 1 (51). — С. 185—190
- Животные рядом с человеком // Альфа и Омега. 2009. — № 3 (56) — С. 226—236
- Святой Вацлав // Альфа и Омега. 2010. — № 2 (58). — С. 229—232
- О Чехове // Альфа и Омега. 2010. — № 2 (58) — С. 254—276
- «Сердце милующее» // Альфа и Омега. 2010. — № 3 (59) — С. 147—156
- Чехов, кое-кто ещё и мы // Фома. — 2010. — № 3. — С. 67—71
- Горе дракону: [образ зла в литературе и фольклоре] // Фома. — 2010. — № 6. — С. 32—35
- Поворот оверкиль // Альфа и Омега — 2011. — № 1 (60). — С. 173—188
- Дерзай, дщерь! Девица! встань, или о христианках и феминистках // Фома. — 2013. — № 3. — С. 44—49
- Нагорная проповедь: часть 1: Заповеди блаженств // Фома. — 2015. — № 3. — С. 36—38
- Когда Христос идет на смерть — хороших нет! // Фома. — 2015. — № 4. — С. 40—41
- Нагорная проповедь: часть 2: Соотношение двух Заветов // Фома. — 2015. — № 5. — С. 42—45
- Нагорная проповедь: часть 4: Сквозь тесные врата // Фома. — 2015. — № 9. — С. 44—45
- Исцеления: прокаженный и слуга сотника: прокаженный // Фома. — 2015. — № 11. — С. 42—43
- Краткие реплики — до скончания века // Фома. — 2015. — № 12. — С. 36—39
- Призвание. Нападки. Доброта // Фома. — 2016. — № 2. — С. 32—36
- Христос об Иоанне. Укоры // Фома. — 2016. — № 6. — С. 32—37
- Фарисей как герой нашего времени // Фома. — 2016. — № 9. — С. 38—43
- Притчи на море // Фома. — 2016. — № 11. — С. 42—47
- Многие славные чудеса и хождение по водам // Фома. — 2016. — № 12. — С. 46—51
- Кульминация: христос открывает апостолам Свое будущее // Фома. — 2017. — № 1. — С. 42—47
- Преображение и дальнейшее восхождение // Фома. — 2017. — № 2. — С. 42—46
- Христос в пути и люди. Такие разные // Фома. — 2017. — № 4. — С. 42—48
- О малых сих и Царствии Небесном // Фома. — 2017. — № 3. — С. 32—37
- Исполнение пророчеств и новые притчи // Фома. — 2017. — № 5. — С. 38—42
- Честность против нечестности // Фома. — 2017. — № 6. — С. 38—43
- Слова народу // Фома. — 2017. — № 8. — С. 36—41
- Последние притчи // Фома. — 2017. — № 11. — С. 34—39
- Страшные дни // Фома. — 2018. — № 1. — С. 40—46
- Свершилось! // Фома. — 2018. — № 2. — С. 26—32
- Начало служения Христа // Фома. — 2018. — № 3. — С. 38—44
- История гонений. Служение и притчи // Фома. — 2018. — № 5. — С. 32—39
- Победа над бесами, болезнью, смертью // Фома. — 2018. — № 6. — С. 32—35
- Предания «старцев». Материя и Дух. О знамениях // Фома. — 2018. — № 10. — С. 34—40

книги
- Журинская М. А., Новиков А. И., Ярославцева Е. И. Энциклопедическое описание языков. — М.: Наука, 1986
- Теория метафоры. Сборник. М.: Прогресс, 1990. — 512 с. (в соавторстве с Н. Д. Арутюновой)
- Радость воцерковленности. Сборник статей. — Киев: Центр православной книги, 2005. — 351 с. (в соавторстве с о. Алексием Тимаковым)
- Мишка и некоторые другие коты и кошки. Строго документальное повествование. — М.; Нижний Новгород: Фома; Христианская библиотека, 2006. — 171 с. — ISBN 5-88213-070-0.
  - Мишка и некоторые другие коты и кошки. Строго документальное повествование. — Нижний Новгород: Христианская библиотека, 2007. — 171 с. — ISBN 5-88213-070-0.
  - Мишка и некоторые другие коты и кошки : строго документальное повествование. — Нижний Новгород: Христианская библиотека, 2009. — 171, [4] с.; ISBN 978-5-88213-083-2
- О вещах простых и ясных. — Саратов: Саратовская епархия, 2011. — 367 с. — ISBN 978-5-98599-112-3. (в соавторстве с С. Л. Худиевым)
- Альфа и Омега Марины Журинской. Эссе, статьи, интервью. — М.: PRAVMIR.RU, 2015. — 671 с. — ISBN 978-5-485-00504-7
- Мишка. О любви к Божьему созданию. — М.: Никея. — 240 с. — ISBN 978-5-907307-22-3.

интервью
- Марина Журинская: У нас очень давно не было Пушкина // Фома. 2003. — № 1 (15)
- Анна Данилова. Марина Журинская: Без московской ругани // «Православие и мир». 13.05.2011.